# Мать (фильм, 1989)
«Мать» («Запрещённые люди») — советский художественный фильм кинорежиссёра Глеба Панфилова по мотивам одноимённого романа Максима Горького, его же повести «Жизнь ненужного человека» и рассказа «Карамора» из цикла «Рассказы 1922—1924 годов».

## Аннотация
Мать изо всех сил пытается отговорить сына от опасных занятий революционной деятельностью, но постепенно понимает: отговорить не удастся. Теперь она решает просто быть всё время с сыном, защищать его, делить с ним тяготы жизни. Действие происходит в начале XX века. Рабочие стальзавода возвращаются домой, как обычно пьяные. Павел Власов тянет своего полуживого от водки отца. Везде грязь и лужи. Дома их встречает мать Павла. Сын постоянно видит, как отец бьёт мать и называет её сволочью (это любимое слово). Однажды сын с топором встаёт на защиту матери, отец отступает, но говорит, что теперь Павел будет кормить мать, а он любовницу заведёт. От тяжёлой работы Михаил Власов умирает, отказавшись от операции по удалению грыжи. Сын остаётся с матерью. Павел как и все пьёт и гуляет, его соблазняет взрослая распутная женщина. В какой-то момент, парень понимает, что такая жизнь ему не в радость, и он начинает думать о самоубийстве. Сомов как бы в шутку предлагает Павлу выйти на площадь и крикнуть: «Долой царя!». Но Павел делает это прям на заводе, за что его сильно избивают жандармы. Проходит время, Власов взрослый красивый парень. Он не пьёт и не гуляет. Мать замечает его странное поведение. Затем к Павлу приходят друзья, вместе они читают запрещённые книги. Мать беспокоит поведение Павла, но она старается поддерживать сына. Даже сшила флаг с надписью «Долой самадержавiе». Павел заметил ошибку, но исправлять было поздно. На 1 мая активисты во главе с Павлом Власовым вышли на демонстрацию. Там их арестовали. Затем суд и тюрьма. На суде Павел говорит пламенную речь о новой жизни. Мать старается продолжить дело сына, но, ставший подручным жандармов сын рабочего Сомова(и бывший соратник Власова), убивает её ударом ножа в живот на вокзале при огромном количестве людей. Фильм заканчивается посадкой заключённых в поезд.

## В ролях
- Инна Чурикова — Пелагея Ниловна Власова
- Виктор Раков — Павел Власов
- Александр Шишонок — Павел Власов в детстве
- Любомирас Лауцявичюс — Михаил Власов, отец Павла
- Александр Карин — Андрей Анисимович Находка
- Дмитрий Певцов — Яков Сомов
- Ваня Кабардин — Яков Сомов в детстве
- Владимир Прозоров — Евсей Климков
- Володя Фатеев — Евсей Климков в детстве
- Антонелла Интерленги — Саша
- Ольга Шукшина — Наташа
- Сергей Бобров — Николай Весовщиков
- Алексей Булдаков — Степан Сомов
- Иннокентий Смоктуновский — губернатор
- Эрнст Романов — Егор Иванович, доктор
- Андрей Харыбин — Владимир Ильич Ленин
- Андрей Ростоцкий — Николай II, император
- Галина Золотарёва — Александра Фёдоровна, императрица
- Сергей Маковецкий — Рылеев, жандармский офицер
- Александр Дедюшко — рабочий-революционер
- Глеб Плаксин — судья

## Съёмочная группа
- Автор сценария: Глеб Панфилов
- Режиссёр: Глеб Панфилов
- Операторы: Михаил Агранович, Александр Ильховский
- Художник: Валерий Кострин
- Художник по костюмам: Ганна Ганевская
- Композитор: Вадим Биберган
- Звукооператор: Роланд Казарян

## Призы и награды
- 1990 — МКФ в Каннах. Специальный приз жюри «За выдающиеся художественные достижения» (Глеб Панфилов)
- 1990 — Премия «Феликс» Европейской киноакадемии за лучшую мужскую роль второго плана (Дмитрий Певцов)
- 1990 — Премия «Ника» за лучшую работу звукорежиссёра (Роланд Казарян)